# Stenellipsis crucifera
Stenellipsis crucifera là một loài bọ cánh cứng trong họ Cerambycidae.